# Etena
Etena (em grego clássico: Ἔτεννα) era uma antiga cidade da Ásia Menor, tradicionalmente considerada parte da província romana da Panfília. Está localizada na atual província turca de Antália, embora sua localização exata seja desconhecida. Séculos antes, foi considerada pertencente à província da Pisídia. Políbio por exemplo, escreveu em 218 a.C. sobre o povo de Etena "que vive nos planaltos da Pisídia acima de Sida" que forneceu 8 mil hoplitas para ajudar o usurpador selêucida Aqueu.
Não há outra menção a Etena nos documentos existentes até o registro da participação dos bispos da cidade nos concílios ecumênicos do século IV d.C. e posteriores. No entanto, existem exemplos de suas finas moedas de prata dos séculos IV e III a.C. e suas moedas de bronze que datam do século I a.C. até 3 d.C.

## Sé episcopal
O bispado cristão de Etena era eclesiasticamente sufragâneo da sé metropolitana de Sida, a capital da província de Panfília Segunda. Os bispos conhecidos da diocese de Etena incluem:
- Troilo, que participou no Primeiro Concílio de Constantinopla em 381
- Eutrópio, no Primeiro Concílio de Éfeso em 431
- Eudóxio, do Concílio de Calcedônia em 451[5]
- João, do Segundo Concílio de Niceia em 787
- Pedro, do Quarto Concílio de Constantinopla em 879[2]

Vendo Etena não mais como um bispado residencial, a Igreja Católica a cataloga como uma sé titular, embora a área ao redor de Etena nunca tenha sido de fato uma confissão católica. Entre os bispos titulares de Etena estão:
- Francis Xavier Ford (18 de junho de 1935 — 11 de abril de 1946, mais tarde bispo de Kaying, martirizado por sua fé)
- James Byrne (10 de maio de 1947 — 16 de junho de 1956, mais tarde bispo da cidade de Boise)
- Thomas Holland (31 de outubro de 1960 — 28 de agosto de 1964, depois bispo de Salford)
- Henri-Louis-Marie Mazerat (1 de setembro de 1958 — 30 de junho de 1960)

A cidade e o bispado de Cotena, que também tem sido tradicionalmente referido como pertencente à província romana da Panfília Prima, é considerado por alguns como a próprio Etena, mas aparece nas Notitiae Episcopatuum como uma cidade distinta, perto de Etena.

## Restos
Com base na preponderância de moedas cunhadas em Etena, e a presença de vasos de cerâmica do período da Grécia Clássica, muito pouco usual em locais do interior noutras regiões, Etena foi identificada com as ruínas ainda não descobertas encontradas em uma encosta íngreme 250 a 500 metros ao norte da moderna vila de Sirtkoy, localizada ao norte de Manavgat, na província de Antália, na Turquia. Elas não foram sistematicamente escavadas, mas incluem os restos de muralhas, um depósito ou armazém coberto, banhos públicos, duas basílicas, uma igreja e túmulos de pedra.
A identificação de Etena com Gölcük, perto da moderna cidade de Sarraçlı, a leste do rio Meles, é considerada menos provável.